# Велигтон
Велигтон Робсон Пена де Оливейра (порт. Weligton Robson Pena de Oliveira более известный как Велигтон; род. 26 августа 1979, Фернандополис, Сан-Паулу) — бразильский футболист, защитник, известный по выступлениям за «Малагу» и «Пенафиел».

## Клубная карьера
Велигтон родился в Фернандополисе, штат Сан-Паулу и на заре карьеры выступал за различные молодёжные и любительские команды. Первым клубом бразильца стал «Парана», за который он провел всего 9 матчей.
13 августа 2003 года Велигтон заключает соглашение с клубом второго португальского дивизиона «Пенафиел». Защитник помогает новому клубу выйти в высший дивизион португальской лиги и выступает за команду ещё в течение двух сезонов, пока «Пенафиел» не вылетает обратно.

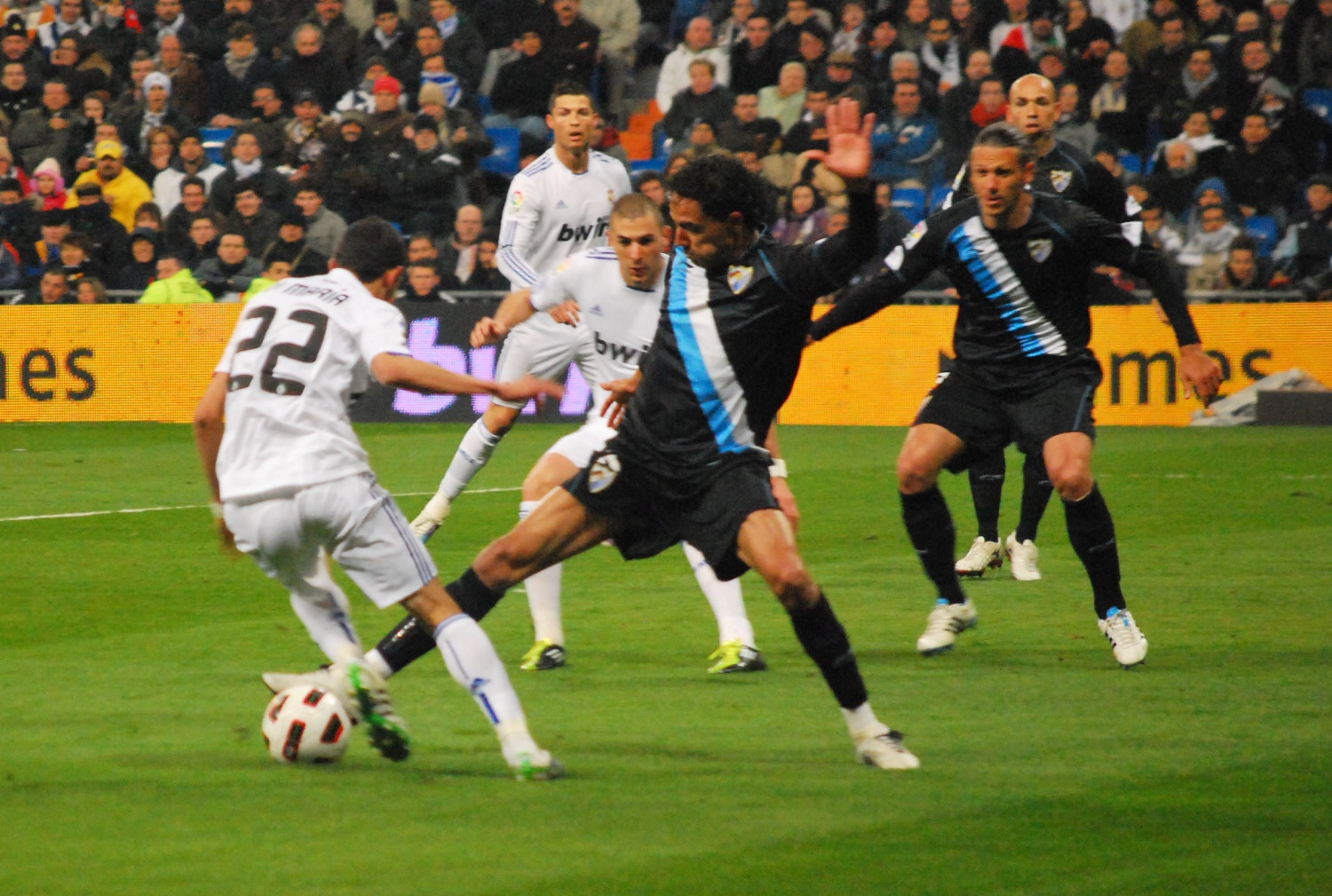
Велигтон в борьбе с Анхелем Ди Мария

В 2006 году Велигтон переходит в швейцарский «Грассхоппер». После сезона проведенного в Швейцарии защитник был отдан в аренду клубу второго испанского дивизиона «Малаге». В сезоне 2007/08 Велигтон принял участие во всех 38 матчах сегунды и помог «анчоусам» выйти в Ла Лигу.
18 июня 2008 «Малага» выкупила трансфер бразильца, защитник подписал с андалусским клубом четырёхлетний контракт. Свой первый гол за команду Велигтон забил 17 мая 2009 года в матче против хихонского «Сопртинга». Бразильский защитник стал бессменным игроком основного состава, но 14 марта 2010 получив травму лодыжки в матче против «Альмерии» выбыл до конца сезона. 16 октября того же года Велигтон с партнером по команде Апоньо в матче против мадридского «Реала», провели свои сотые матчи за клуб.
После масштабной летний трансферной компании 2011 года, в команду пришёл Йорис Матейсен, который занял позицию Велигтона на поле. Бразилец стал появляться на поле, в основном выходя на замену. Первое появление Велигтона на поле в новом сезоне случилось в матче против «Осасуны» 11 декабря 2011 года.
16 мая 2012 года Велигтон подписал с «Малагой» новый однолетний контракт, с возможностью продления ещё на год. В октябре 2015 года он ещё на два года продлил соглашение. В начале сезона 2016/2017 Велигтон получил травму. В январе 2017 года он отстранился от выступлений за клуб, чтобы освободить квотное место для не европейских игроков, что позволило взять в аренду Адальберто Пеньяранду. В ответ на этот жест руководство «Малаги» привлекает Велигтона в тренерский штаб Марсело Ромеро, а по отставке последнего, он продолжил работать в штабе Мичела. 17 мая 2017 года, вслед за Мартином Демичелисом, Велигтон объявил о завершении своей карьеры.